# Угорський національний банк
Угорський національний банк (угор. Magyar Nemzeti Bank) — центральний банк Угорщини.

## Історія
У період революції 1848—1849 років функції центрального банку були покладені революційним урядом на Угорський комерційний банк Пешта.
Після розпаду Австро-Угорщини роль емісійного банку для територій, що раніше входили до її складу, продовжував виконувати Австро-Угорський банк, що знаходився в спільному управлінні Австрії та Угорщини. У 1919 році почалося створення національних грошово-кредитних систем.
11 липня 1921 року як національний центральний банк створений Королівський Угорський державний банк, який почав операції 1 серпня того ж року.
24 червня 1924 року у формі товариства з обмеженою відповідальністю створений Угорський національний банк. У 1947 році банк націоналізований.